# Trioxyde de carbone

Les isomères Cs, D3h et C2v du trioxyde de carbone.

Le trioxyde de carbone (CO3) est un oxyde instable de carbone. Il y a trois isomères possibles pour le trioxyde de carbone de symétrie Cs, D3h ou C2v. Le CO3 C2v a été montré par plusieurs études comme étant l'état fondamental de la molécule,.
Le trioxyde de carbone ne doit pas être confondu avec l'ion stable carbonate (CO32−).
Le trioxyde de carbone peut être produit dans la zone de dérive d'une décharge corona négative par réaction entre le dioxyde de carbone (CO2) et l'oxygène atomique (O) créé à partir de l'oxygène moléculaire (O2) par des électrons libres du plasma.
Une autre méthode reportée est la photolyse d'ozone (O3) dissous du CO2 liquide ou dans un mélange CO2/SF6 à -45 °C, irradié à 253,7 nm. La formation de CO3 est inférée mais il apparaît qu'il se désintègre spontanément via 2CO3 → 2CO2 + O2 avec une durée de vie plus courte qu'une minute.
Le trioxyde de carbone peut être formé par soufflage d'ozone sur de la glace carbonique (CO2 solide) et il a également été détecté dans des réactions entre le monoxyde de carbone (CO) et le dioxygène (O2).